# لایف ایز استرنج ۲
لایف ایز استرنج ۲ (به انگلیسی: Life Is Strange 2) یک بازی ویدئویی چندبخشی در سبک ماجراجویی گرافیکی است که توسط دونت‌ناد انترتینمنت توسعه یافته و به‌وسیلهٔ شرکت اسکوئر انیکس منتشر شده‌است. این دومین قسمت اصلی از مجموعه بازی لایف ایز استرنج است. اولین قسمت در ۲۷ سپتامبر ۲۰۱۸، برای مایکروسافت ویندوز، پلی‌استیشن ۴ و اکس‌باکس وان عرضه شده‌است. قسمت‌های این مجموعه توسط فرال اینتراکتیو و در سال ۲۰۱۹، برای سیستم‌عامل‌های مک‌اواس و لینوکس در دسترس قرار گرفت.